# Bernhard Böschenstein
Bernhard Böschenstein (* 2. August 1931 in Bern; † 18. Januar 2019 in Chêne-Bougeries; heimatberechtigt in Bern und Stein am Rhein) war ein Schweizer Literaturwissenschaftler. Er lehrte von 1964 bis 1998 als Professor für Deutsche und Vergleichende Literaturwissenschaft an der Universität Genf. Einen Namen hat er sich vor allem als eminenter Kenner anspruchsvoller lyrischer Traditionen von Hölderlin über den Symbolismus zu Celan sowie als Vermittler und Übersetzer moderner französischer Lyrik gemacht.

## Leben
Böschenstein verbrachte seine Kindheit in Berlin und Paris, wo sein Vater, der Schweizer Journalist Hermann Böschenstein (1905–1997), als politischer Korrespondent arbeitete. 1939 kam die Familie kurz vor Kriegsausbruch in die Schweiz zurück, wo Böschenstein ein Jahr in Bellelay bei Lisa Walser, der Schwester Robert Walsers, zur Schule ging. Er studierte Germanistik, französische und griechische Literatur in Paris (1950/51 und 1952), Zürich (1951–1958) und Köln (1955/56). 1958 promovierte er bei Emil Staiger mit einer Dissertation über Hölderlins Rheinhymne. Von 1958 bis 1964 war er Assistent bei Walther Killy an der Freien Universität Berlin und in Göttingen. 1964 war er Gastwissenschaftler und Lehrbeauftragter an der Harvard University. Ab 1964 lehrte er als ausserordentlicher, ab 1965 als ordentlicher Professor für Neuere deutsche Literaturgeschichte in Genf. Ab 1994 las er zugleich in Vergleichender Literaturwissenschaft. 1998 wurde er emeritiert. Böschenstein war von 1965 bis 2002 Vorstandsmitglied der Hölderlin-Gesellschaft, seit 2002 war er Ehrenmitglied. Von 1967 bis 2004 war er zudem Mitherausgeber des Hölderlin-Jahrbuchs. Er nahm Gastprofessuren an den Universitäten Lausanne, Basel, Zürich, Freiburg i. Ü., Cornell, Princeton, Heidelberg, Pisa und an der ETH Zürich wahr. Er war Mitglied zahlreicher internationaler gelehrter und literarischer Gesellschaften, unter anderem der Academia Europaea in London. 1975 wurde ihm die Goethe-Medaille des Goethe-Instituts verliehen.
Böschenstein war verheiratet mit der Literaturwissenschaftlerin Renate Böschenstein-Schäfer (1933–2003). Die Schriftstellerin Christine Trüb ist seine Schwester.
Er war mit zahlreichen Gelehrten und Schriftstellern persönlich bekannt und befreundet, u. a. mit Friedrich Dürrenmatt, Peter Szondi, Paul Celan, Theodor W. Adorno und Philippe Jaccottet.
Patenonkel Böschensteins war der Berner Kunsthistoriker Wilhelm Stein, ein glühender Verehrer Stefan Georges. Böschenstein selbst setzte sich später für die Erforschung von Georges Werk und des George-Kreises ein.
Sein Archiv befindet sich im Schweizerischen Literaturarchiv in Bern. Seine private Bibliothek wurde 2019 in die Slowakei transferiert, wo am Germanistischen Institut der Universität Prešov eine Bibliothek Bernhard und Renate Böschenstein eingerichtet wurde.

## Forschungsschwerpunkte
Hölderlin (Gedichte nach 1800, Verhältnis zur griechischen Tragödie, Rezeption im 20. Jahrhundert); Lyrik des 20. Jahrhunderts (George, Hofmannsthal, Rilke, Trakl, Celan); deutsch-französische Literaturbeziehungen (Rousseau, Symbolismus).

## Schüler
Böschenstein war prägend für eine Reihe von Romanisten, die in Genf Germanistik im zweiten Fach studierten: Lucien Dällenbach, John E. Jackson, André Wyss, Jacques Berchtold. Die Dissertation von Sabine Doering zu Friedrich Hölderlin wurde angeregt durch den Unterricht von Böschenstein und seiner Ehefrau. Brigitte Duvillard, von 2015 bis 2023 Leiterin der Fondation Rilke, hat bei Böschenstein studiert.

## Werke

### Monographien
- Hölderlins Rheinhymne. Zürich/Freiburg i. Br.: Atlantis 1959, 2. Auflage 1968.
- Konkordanz zu Hölderlins Gedichten nach 1800. Göttingen: Vandenhoeck und Ruprecht 1964.
- Studien zur Dichtung des Absoluten. Zürich/Freiburg i. Br.: Atlantis 1968.
- Leuchttürme. Von Hölderlin zu Celan, Wirkung und Vergleich. Frankfurt a. M.: Insel 1977, 2. Auflage 1982.
- «Frucht des Gewitters». Zu Hölderlins Dionysos als Gott der Revolution. Frankfurt a. M.: Insel 1989.
- Von Morgen nach Abend. Filiationen der Dichtung von Hölderlin zu Celan. München: Fink 2006.[17]
- Die Sprengkraft der Miniatur – Zur Kurzprosa Robert Walsers, Kafkas, Musils, mit einer antithetischen Eröffnung zu Thomas Mann. Hildesheim/Zürich/New York: Olms 2013 (Germanistische Texte und Studien, Bd. 91).

### Herausgeberschaft
- (Mithg.): Hölderlin vu de France. Tübingen: Gunter Narr 1987.
- Goethe: Die natürliche Tochter. Frankfurt a. M.: Insel 1990.
- (Mithg.): Französische Dichtung. Vierter Band: Von Apollinaire bis zur Gegenwart. München: Beck 1990, 2. Auflage 2001.
- (Mithg.): Hommage à Musil. Genfer Kolloquium zum 50. Todestag von Robert Musil. Musiliana Band 1, Bern: Peter Lang 1995.
- (Mithg.): Ingeborg Bachmann und Paul Celan. Poetische Korrespondenzen. Frankfurt a. M.: Suhrkamp 1997.
- (Mithg.): Paul Celan: Der Meridian. Endfassung – Entwürfe – Materialien. Tübinger Ausgabe, Frankfurt a. M.: Suhrkamp 1999.
- (Mithg.): Stefan George: Werk und Wirkung seit dem Siebenten Ring. Tübingen: Niemeyer 2001.
- (Mithg.): Wissenschaftler im George-Kreis. Die Welt des Dichters und der Beruf der Wissenschaft. Berlin/New York: de Gruyter 2005.

### Übersetzungen (Auswahl)
- (mit Hans Staub und Peter Szondi): Paul Valéry: Windstriche. Aufzeichnungen und Aphorismen. Wiesbaden: Insel 1959; Neuauflage Berlin: Suhrkamp 2017. ISBN 978-3-518-46913-2
- (mit Jean Bollack): Von Baudelaire bis Saint-John Perse. Französische Gedichte und deutsche Prosaübersetzungen. Ausgewählt von Mayotte Bollack. Frankfurt am Main: Fischer 1962.
- (mit Patrick Suter): Annette von Droste-Hülshoff: Tableaux de la lande et autres poèmes. Genève: La Dogana 2014. ISBN 978-2-940055-77-7

### Audio-CD
- Friedrich Hölderlin: Gedichte – gelesen und erläutert von Bernhard Böschenstein. Amsterdam: Castrum Peregrini Press 2007, 2. Auflage, Tübingen: Hölderlin-Gesellschaft 2010.

## Festschriften
Zu Ehren von Bernhard Böschenstein wurden drei Festschriften verfasst:
- Peter Horst Neumann (Hg.): Die Silser Runde. Kleine Festschrift für Bernhard Böschenstein. Privatdruck, Sils Maria 1991.
- Ulrich Stadler (Hg.): Zwiesprache. Beiträge zur Theorie und Geschichte des Übersetzens. Festschrift für Bernhard Böschenstein. Metzler, Stuttgart 1996.
- Sabine Doering, Michael Franz, Valérie Lawitschka (Hg.): Orpheus und Sappho auf Lesbos. Festgabe für Bernhard Böschenstein. Tübingen, Hölderlin-Gesellschaft 2011.